# Асирийци в Русия
Асирийците в Русия (на руски: Ассирийцы в России) са 79-ата по численост етническа група в Русия. Според преброяването на населението през 2010 г. броят на хората, определили се за асирийци, е 11 084 души, или 0,01% от населението на страната. Според оценки на асирийци техният брой е 70 хил. души. Съществува едно-единствено село, в което асирийците са мнозинство – Урмия, разположено в Краснодарския край.

## История
Асирийците се заселват в Съветския съюз и Русия на три вълни. Първата вълна е след Туркменчайския мирен договор през 1828 г., когато асирийците са разделени от границата между Русия и Персия. Много асирийци се оказват под руски суверенитет и хиляди техни роднини преминават границата и се преместват при тях.
Втората вълна е в резултат на геноцида по време и след Първата световна война. Тогава в Съветска Русия има около 30 хиляди асирийци, често без документи. Повечето от тях живеят в бежански лагери в южна Русия до 1920-те години, а след това се заселват оттам в Петроград, Москва, Ростов и Кубан.
Третата вълна е след Втората световна война, когато Москва неуспешно се опитва да създаде зависима държава (Република Махабад) в Ирански Кюрдистан. Съветските войски се изтеглят от Иран през 1946 г., заедно с тях и асирийците, които са били подлагани на геноцид. Много асирийци намират убежище в Съветския съюз, като този път се заселват предимно в градовете. От 1937 до 1959 г. броят на асирийците в СССР нараства с 587,3%. В СССР през 1930-те години асирийците са преследвани заради религията си.
През 1930-те и 1940-те години много асирийци, особено живеещите в Грузинска ССР и Азербайджанска ССР, са били подлагани на репресии. Втората вълна от репресии срещу асирийците в СССР се провежда през периода 1949 – 1950 г. Асирийците са били обвинени в държавна измяна, шпионаж и саботаж и са заточени от Закавказието и Крим в Сибир.

## Численост и дял
Численост и дял на асирийците според преброяванията през годините:
| Преброяване | Численост | Дял (в %) |
| 1926        | 2 791     | 0,00      |
| 1939        | 7 446     | 0,01      |
| 1959        | 7 612     | 0,01      |
| 1970        | 8 098     | 0,01      |
| 1979        | 8 708     | 0,01      |
| 1989        | 9 622     | 0,01      |
| 2002        | 13 649    | 0,01      |
| 2010        | 11 084    | 0,01      |